# Liga Concordiense de Fútbol
La Liga Concordiense de Fútbol es una liga regional de fútbol de Argentina afiliada a la Asociación del Fútbol Argentino y a la Federación Entrerriana de Fútbol que agrupa a los clubes pertenecientes al departamento Concordia, provincia de Entre Ríos.

## Historia
La liga fue fundada el 13 de septiembre de 1926, siendo los clubes fundadores: Victoria, Libertad, y Wanderer's.
Los comienzos del futbol en la ciudad se remontan a 1899, cuando el ministro de Instrucción Pública decretó que en todos los Colegios Nacionales se construyeran campos de deportes. En Buenos Aires y en uno de esos colegios estudiaban 3 jóvenes concordiense: Ernesto y Ricardo Flaschland, y Fernando Oriol. Estos trajeron la novedad a nuestra ciudad, y también un balón de football, y también consiguieron un campo para jugar (la plaza “9 de julio” cuyo terreno desparejo y lleno de zanjones, estaba ubicada donde hoy se levanta la Escuela Normal), consiguieron la colaboración del Jefe de Policía, José Boglich quien mando algunos presos vigilados a arreglar el terreno. Ya listo el field para jugar, realizaron entre sí algunos partidos de práctica.
Luego se consiguió la donación de un terreno situado detrás de la Plaza Española (hoy Hospital Felipe Heras) y por ello se fundó un club llamado Club Atlético Concordia y su primer Presidente fue Alberto Flaschland. Este fue rápidamente progresando hasta llegar a construir una tribuna de madera para los socios, cuya inauguración fue un acontecimiento social en aquella Concordia de 1900.
También se practicaba football en la cancha del parque Victoria, detrás de las vías de la estación del Ferrocarril, que poseía una reducida tribuna donde en los tres días de vacaciones de Carnaval o de Semana Santa, venían de Buenos Aires los componentes de un equipo de jugadores de críquet para disputar un partido con un cuadro que se formaba en Concordia.
En 1909 se jugó Torneo Internacional Premio “Foot Baller Concordia”, participando los clubes Uruguay y Juventud Salteña (Salto, Uruguay) y; Concordia Criquet Club y Club Atlético Argentino.
En marzo de 1910 se organizó un Torneo Provincial de Football, mediante la Sociedad Pro Vencedores de Paraná poniéndose en juego una Copa de Plata Competencia Pro Vencedores, medallas de plata y diplomas de honor al equipo campeón.
La conformación de clubes y equipos tuvo una base popular trabajadora y estudiantil, ya que la mayoría de sus fundadores e integrantes provenían de gremios y escuelas secundarias; del ámbito gráfico y la tipografía se crearon los equipos de Obreros Unidos y Gráficos; los trabajadores del correo crearon Correos y Telégrafos (en la década del 10) y Correos y Telecomunicaciones; la incipiente clase estudiantil conformo clubes como Libertad, Sarmiento, Estudiantes, Colegiales y Universitario; no sólo la residencialidad unió a los entusiastas del fútbol, pues desde el mundo laboral, como los grandes comercios (Casa Robinson, Barraca Americana, Gath y Chávez, Los Vascos, Ortelli, Shell Mex), entre los militares (que formaron los clubes: Salto Chico, Sgto. Cabral y Alumni) y el mundo religioso también se generaron clubes de fútbol (Urquiza F. C. y C. A. Juventud Obrera Católica). Con respecto a los clásicos de futbol concordiense encuentran su explicación por cuestiones estrictamente barriales, de vecindad, y sus orígenes se remontan a las primeras décadas del siglo XX.

## Equipos participantes
Para la temporada 2023, se encuentran registrados 27 clubes para disputar el torneo de fútbol dividido en Primera División "A", Primera División "B", Infanto - Juvenil, Femenino y FUTSAL.

### Divisional A (12)
| Equipo                                        | Ciudad     | Año de fundación | Provincia  | Estadio                           |
| --------------------------------------------- | ---------- | ---------------- | ---------- | --------------------------------- |
| Club Social y Deportivo Juan Bautista Alberdi | La Criolla | 1946             | Entre Ríos |                                   |
| Club Atlético Colegiales                      | Concordia  | 1940             | Entre Ríos | Parque Mitre                      |
| Club Comunicaciones Concordia                 | Concordia  | 1949             | Entre Ríos | Parque Mitre                      |
| Club Atlético Libertad                        | Concordia  | 1908             | Entre Ríos | Parque Mitre                      |
| Club Atlético San Lorenzo de Villa Adela      | Concordia  | 2007             | Entre Ríos | Juan Carlos Chagas                |
| Club Atlético Unión de Villa Jardín           | Concordia  | 1980             | Entre Ríos | Profesor Mariano Amable           |
| Club Atlético Victoria                        | Concordia  | 1897             | Entre Ríos | Club Atlético Victoria            |
| Club Atlético Wanderer's                      | Concordia  | 1921             | Entre Ríos | Club Atlético Wanderer's          |
| Club Defensores del Barrio Nebel              | Concordia  | 1947             | Entre Ríos | Club Defensores del Barrio Nebel  |
| Club Social y Deportivo La Bianca             | Concordia  | 1984             | Entre Ríos | Club Social y Deportivo La Bianca |
| Santa María de Oro Fútbol Club                | Concordia  | 1944             | Entre Ríos | Justo Gamboa                      |
| Club Atlético Ferrocarril                     | Concordia  | 1933             | Entre Ríos |                                   |

### Divisional B (14)
| Equipo                                                                 | Ciudad       | Año de fundación | Provincia  | Estadio                                |
| ---------------------------------------------------------------------- | ------------ | ---------------- | ---------- | -------------------------------------- |
| Asociación Deportiva Monseñor Rösch                                    | Concordia    | 1993             | Entre Ríos | Profesor Mariano Amable                |
| Club Estudiantes Concordia                                             | Concordia    | 1944             | Entre Ríos | Club Defensores del Barrio Nébel       |
| Club Juventud Unida de Benito Legeren                                  | Concordia    | 1942             | Entre Ríos | Club Juventud Unida Benito Legeren     |
| Club Salto Grande                                                      | Concordia    | 1980             | Entre Ríos | Club Salto Grande                      |
| Club Social y Cultural Villa Zorraquin                                 | Concordia    | 1960             | Entre Ríos | Club Social y Cultural Villa Zorraquin |
| Club Social, Cultural y Deportivo Defensores de Barrio La Constitución | Concordia    | 2013             | Entre Ríos | Profesor Mariano Amable                |
| Sarmiento Foot-Ball Club                                               | Concordia    | 1910             | Entre Ríos | Profesor Mariano Amable                |
| Club Real Concordia                                                    | Concordia    | 2000             | Entre Ríos |                                        |
| Club Social y Deportivo Dr. Ernesto P. Ancel                           | Concordia    | 1960             | Entre Ríos |                                        |
| El Olimpo Escuela Deportiva                                            | Concordia    | 2018             | Entre Ríos |                                        |
| Athletic Club Concordia                                                | Concordia    | 2020/2022        | Entre Ríos |                                        |
| Club Atlético Los Charrúas                                             | Los Charrúas | 1981             | Entre Ríos | Club Atlético Los Charrúas             |
| Club Atlético San Martin de Calabacilla                                | Calabacilla  | 1946             | Entre Ríos |                                        |
| Club Atlético 9 de Julio de Colonia Ayuí                               | Colonia Ayuí | 1968             | Entre Ríos | Juan Bautista Carbonara                |

FUTSAL
| Club               |
| ------------------ |
| Ferrocarril        |
| Peña Boquenses     |
| Nebel              |
| Unión              |
| Santa María de Oro |
| La Bianca          |
| Victoria           |

Fútbol Femenino
| Club                      |
| ------------------------- |
| Ancel                     |
| Constitución              |
| Nebel                     |
| Victoria                  |
| Monseñor Rosh             |
| Santa María               |
| Asociación Peña Boquenses |
| La Bianca                 |
| Ferrocarril               |
| Libertad                  |
| Estudiantes               |
| San Lorenzo               |
| Boca Unido                |
| Colegiales                |
| Unión                     |

## Historial de campeones

### Pre fundación de la LCF
| Edición | Campeón                |
| ------- | ---------------------- |
| 1908    | C.A. Argentino         |
| 1909    | C.A. Argentino         |
| 1913    | Concordia Cricket Club |
| 1914    | Concordia Cricket Club |
| 1915    | Victoria               |
| 1916    | Victoria               |
| 1917    | Victoria               |
| 1918    | Victoria               |
| 1919    | Victoria               |
| 1920    | Victoria               |
| 1921    | Libertad               |
| 1922    | Libertad               |
| 1923    | Libertad               |
| 1924    | Victoria               |
| 1925    | Sarmiento              |

- Fuente: Liga Concordiense de Fútbol

### Oficiales
| Edición          | Campeón                                            |
| ---------------- | -------------------------------------------------- |
| 1926             | Libertad                                           |
| 1927             | Libertad                                           |
| 1928             | Libertad                                           |
| 1929             | Libertad                                           |
| 1930             | Libertad                                           |
| 1931             | Victoria                                           |
| 1932             | Libertad                                           |
| 1933             | Libertad                                           |
| 1934             | Libertad                                           |
| 1935             | Libertad                                           |
| 1936             | Libertad                                           |
| 1937             | Wanderer's                                         |
| 1938             | Wanderer's                                         |
| 1939             | Sarmiento                                          |
| 1940             | Victoria                                           |
| 1941             | Sarmiento                                          |
| 1942             | Sarmiento                                          |
| 1943             | Libertad                                           |
| 1944             | Sarmiento                                          |
| 1945             | Victoria Libertad Sarmiento Wanderer's Ferrocarril |
| 1946             | Sarmiento                                          |
| 1947             | Sarmiento                                          |
| 1948             | Ferrocarril                                        |
| 1949             | Sarmiento                                          |
| 1950             | Sarmiento                                          |
| 1951             | Ferrocarril                                        |
| 1952             | Victoria                                           |
| 1953             | Victoria                                           |
| 1954             | Wanderer's                                         |
| 1955             | Ferrocarril                                        |
| 1956             | Sarmiento                                          |
| 1957             | Wanderer's                                         |
| 1958             | Wanderer's                                         |
| 1959             | Wanderer's                                         |
| 1960             | Victoria                                           |
| 1961             | Sarmiento                                          |
| 1962             | Libertad                                           |
| 1963             | Victoria                                           |
| 1964             | Ferrocarril                                        |
| 1965             | Victoria                                           |
| 1966             | Wanderer's                                         |
| 1967             | Estudiantes                                        |
| 1968             | Wanderer's                                         |
| 1969             | Sarmiento                                          |
| 1970             | Wanderer’s                                         |
| 1971             | Wanderer’s                                         |
| 1972             | Ferrocarril                                        |
| 1973             | Ferrocarril                                        |
| 1974             | Ferrocarril                                        |
| 1975             | Ferrocarril                                        |
| 1976             | Libertad                                           |
| 1977             | Ferrocarril                                        |
| 1978             | Wanderer’s                                         |
| 1989             | Libertad                                           |
| 1980             | Libertad                                           |
| 1981             | Ferrocarril                                        |
| 1982             | Libertad                                           |
| 1983             | Libertad                                           |
| 1984             | Libertad                                           |
| 1985             | Libertad                                           |
| 1986             | Ferrocarril                                        |
| 1987             | Defensores de Nebel                                |
| 1988             | Santa María de Oro                                 |
| 1989             | La Bianca                                          |
| 1990             | Santa María de Oro                                 |
| 1991 Apertura    | Ferrocarril                                        |
| 1991 Clausura    | Wanderer's                                         |
| 1992 Apertura    | Wanderer's                                         |
| 1992 Clausura    | Unión Villa Jardín                                 |
| 1993 Apertura    | Estudiantes                                        |
| 1993 Clausura    | Victoria                                           |
| 1994 Apertura    | Alianza Concordiense                               |
| 1994 Clausura    | Santa María de Oro                                 |
| 1995             | Wanderer's                                         |
| 1996 Apertura    | Victoria                                           |
| 1996 Clausura    | Victoria                                           |
| 1997 Apertura    | Victoria                                           |
| 1997 Clausura    | Unión Villa Jardín                                 |
| 1998 Apertura    | Victoria                                           |
| 1998 Clausura    | Ferrocarril                                        |
| 1999             | Victoria                                           |
| 2000             | Wanderer's                                         |
| 2001             | Wanderer's                                         |
| 2002 Apertura    | Libertad                                           |
| 2002-03 Clausura | Sportivo Las Heras                                 |
| 2003 Apertura    | La Bianca                                          |
| 2003-04 Clausura | Santa María de Oro                                 |
| 2004             | Sportivo Las Heras                                 |
| 2005 Apertura    | Libertad                                           |
| 2006 Apertura    | Colegiales                                         |
| 2007             | Salto Grande                                       |
| 2008             | Colegiales                                         |
| 2009             | La Bianca                                          |
| 2010 Apertura    | Sportivo Las Heras                                 |
| 2010 Clausura    | Sportivo Las Heras                                 |
| 2011 Apertura    | Sportivo Las Heras                                 |
| 2011 Clausura    | Comunicaciones                                     |
| 2012             | Unión de Villa Jardín                              |
| 2013             | Colegiales                                         |
| 2014 Apertura    | Comuniaciones                                      |
| 2014 Clausura    | La Bianca                                          |
| 2015 Apertura    | Salto Grande                                       |
| 2015 Clausura    | Santa María de Oro                                 |
| 2016             | Libertad                                           |
| 2017             | San Lorenzo de Villa Adela                         |
| 2018             | Unión de Villa Jardín                              |
| 2019             | Libertad                                           |
| 2021             | Santa María de Oro                                 |
| 2022 Apertura    | San Lorenzo de Villa Adela                         |
| 2022 Clausura    | Santa María de Oro                                 |
| 2023 Apertura    | Defensores de Nebel                                |
| 2023 Clausura    | Victoria                                           |
| 2024             | Libertad                                           |
| 2025 Apertura    | Defensores de Nebel                                |
| 1.               |                                                    |

- Fuente: Liga Concordiense de Fútbol

## Palmarés
| Equipo                                   | Campeón | Años |
| ---------------------------------------- | ------- | --- |
| Club Atlético Libertad                   | 24      | 1926, 1927, 1928, 1929, 1932, 1933, 1934, 1935, 1936, 1943, 1945, 1962, 1979, 1980, 1982, 1983, 1984, 1985, 1998 (A), 2002 (A), 2005 (A), 2016, 2019, 2024 |
| Club Atlético Wanderer's                 | 16      | 1937, 1938, 1945, 1954, 1957, 1958, 1959, 1966, 1968, 1970, 1971, 1991 (C), 1992 (A), 1995, 2000, 2001                                                     |
| Club Atlético Ferrocarril                | 14      | 1945, 1948, 1951, 1955, 1964, 1972, 1973, 1974, 1975, 1977, 1981, 1986, 1991 (A), 1998 (C)                                                                 |
| Club Atlético Victoria                   | 14      | 1931, 1940, 1945, 1952, 1953, 1960, 1963, 1965, 1993 (C), 1996 (A), 1996 (C), 1997 (A), 1999, 2023 (C)                                                     |
| Sarmiento Foot Ball Club                 | 12      | 1939, 1941, 1942, 1944, 1945, 1946, 1947, 1949, 1950, 1956, 1961, 1969                                                                                     |
| Santa María de Oro Fútbol Club           | 7       | 1988, 1990, 1994 (C), 2003-04(C), 2015 (C), 2021, 2022 (C)                                                                                                 |
| Club Sportivo Las Heras                  | 5       | 2002-03 (C), 2004, 2010 (A), 2010 (C), 2011 (A) |
| Club Social y Deportivo La Bianca        | 4       | 1989, 2003 (A), 2009, 2014 (C) |
| Club Atlético Unión de Villa Jardín      | 4       | 1992 (C), 1997 (C), 2012, 2018 |
| Club Atlético Colegiales                 | 3       | 2006 (A), 2008, 2013 |
| Club Defensores de Nebel                 | 3       | 1987, 2023 (A), 2025 (A) |
| Club Comunicaciones Concordia            | 2       | 2011 (C), 2014 (A) |
| Club Estudiantes Concordia               | 2       | 1967, 1993 (A) |
| Club Salto Grande                        | 2       | 2007, 2015 (A) |
| Club Atlético San Lorenzo de Villa Adela | 2       | 2017, 2022 (A) |
| Alianza Concordiense                     | 1       | 1994 (A) |